# Castasegna

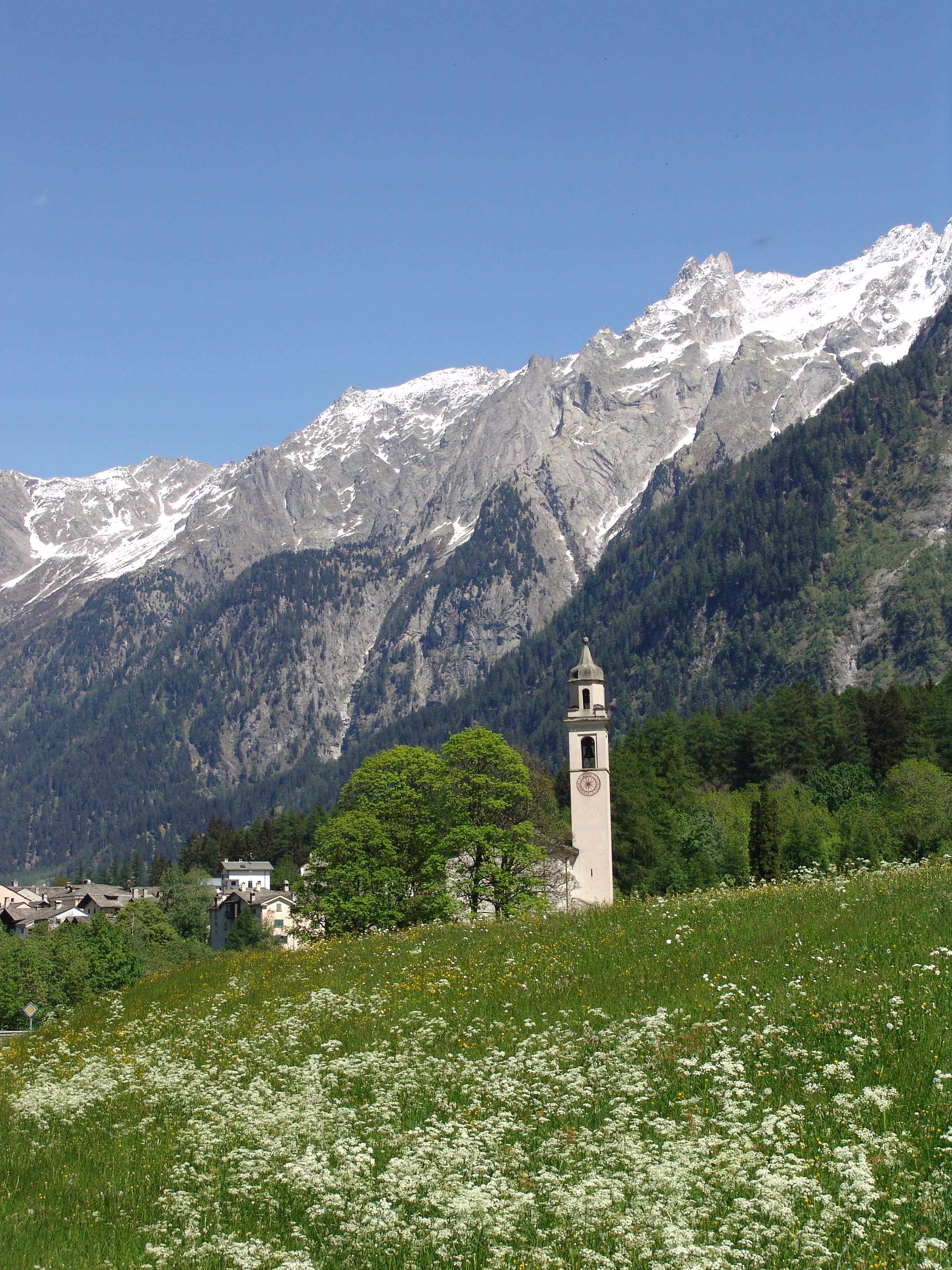
Paso de Maloja
Castasegna (2007).

Castasegna (en alemán Castasengen) es una comuna suiza del cantón de los Grisones, situada en el distrito de Maloja, círculo de Bregaglia. Limita al norte y este con la comuna de Soglio, al sur con Bondo, y al oeste con Villa di Chiavenna (IT-SO).